# Ťin-čcheng (Fu-ťien)

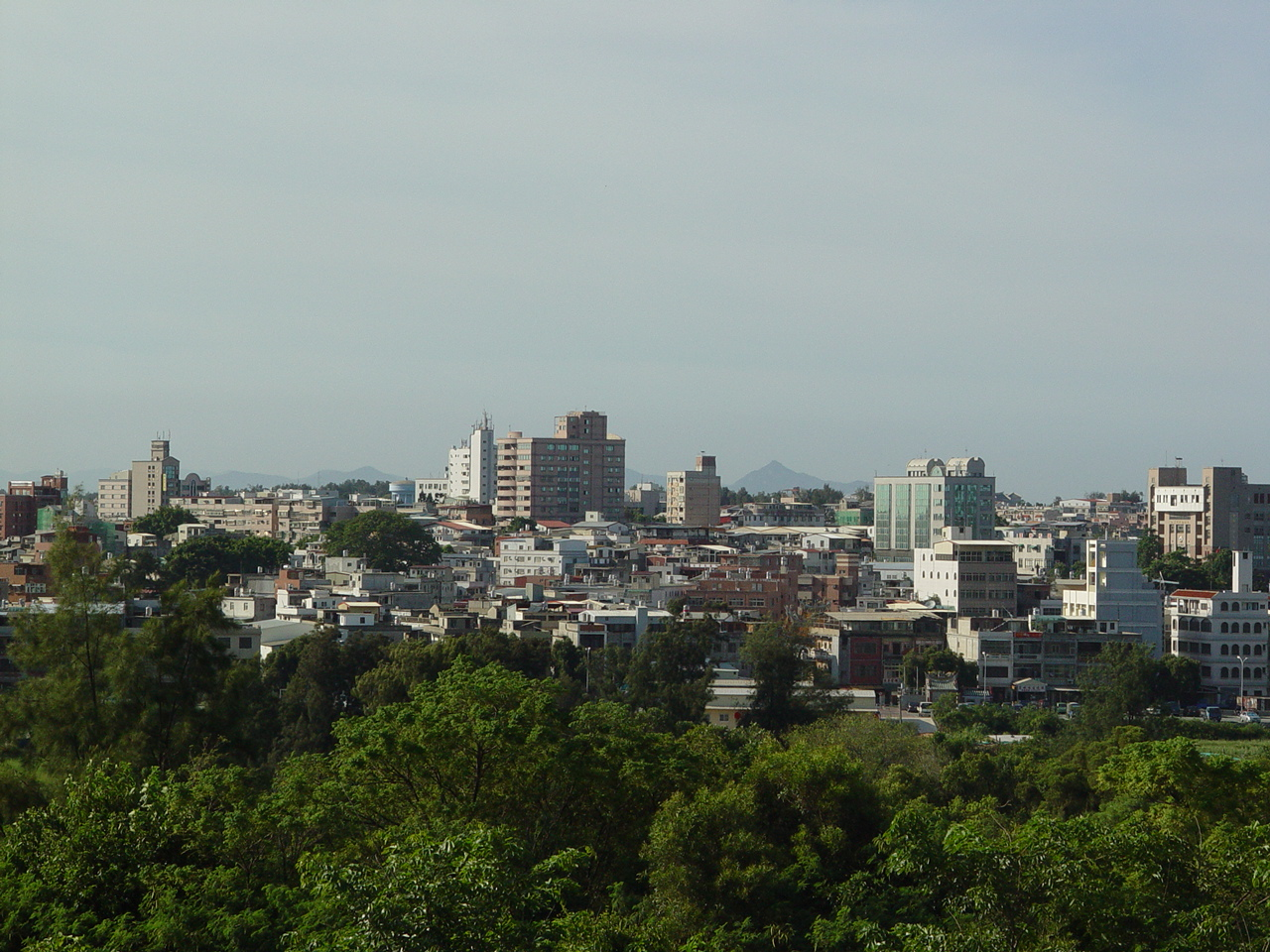
Celkový pohled na město Ťin-čcheng.

Ťin-čcheng (tradiční i zjednodušené znaky: 金城; tongyong pinyin: Jinchéng; hanyu pinyin: Jīnchéng; volný překlad: Zlaté město) je město ležící na souostroví Ťin-men v Čínské republice (Tchaj-wanu). Ťin-čcheng je nějvětším a hlavním městem okresu Ťin-men ve správním systému Čínské republiky a byl hlavním městem provincie Fu-ťien.
Ve městě se nachází Národní univerzita Quemoy (國立金門大學).